# لافاييت س. بيكر
لافاييت س. بيكر (بالإنجليزية: Lafayette C. Baker) هو ضابط أمريكي، ولد في 13 أكتوبر 1826 في Stafford, New York ‏ في الولايات المتحدة، وتوفي في 3 يوليو 1868 في فيلادلفيا في الولايات المتحدة بسبب التهاب السحايا.

## وصلات خارجية
- لافاييت س. بيكر على موقع الموسوعة البريطانية (الإنجليزية)